# Donzige melkzwam
De donzige melkzwam (Lactarius pubescens) is een schimmel behorend tot de familie Russulaceae. Hij komt voor in loofbos op zandrijke gronden. De paddenstoel is niet eetbaar. De zwam vormt ectomycorrhiza met uitsluitend berken.

## Kenmerken
Hoed
De hoed heeft een diameter van 5 tot 15 cm en is witachtig - bleekrose van kleur. De rand is bij jonge exemplaren stomp en ingerold en wollig behaard. Later is de vorm meer uitgespreid met een verdiept centrum, de beharing kan geheel verdwijnen.
Lamellen
De lamellen staan dicht opeen, aangehecht of kort langs de steel aflopend. Ze zijn wittig tot bleek vleeskleurig.
Steel
De steel is meestal iets korter dan de diameter van de hoed en heeft een lengte van 5 tot 11 cm. De dikte is 10 tot 22 mm. De kleur is ongeveer gelijk aan de hoed.
Sporen
De sporenkleur is wit tot bleek crème.

## Verspreiding
In Nederland en Vlaanderen komt de paddenstoel in de herfstmaanden algemeen voor.

## Foto's

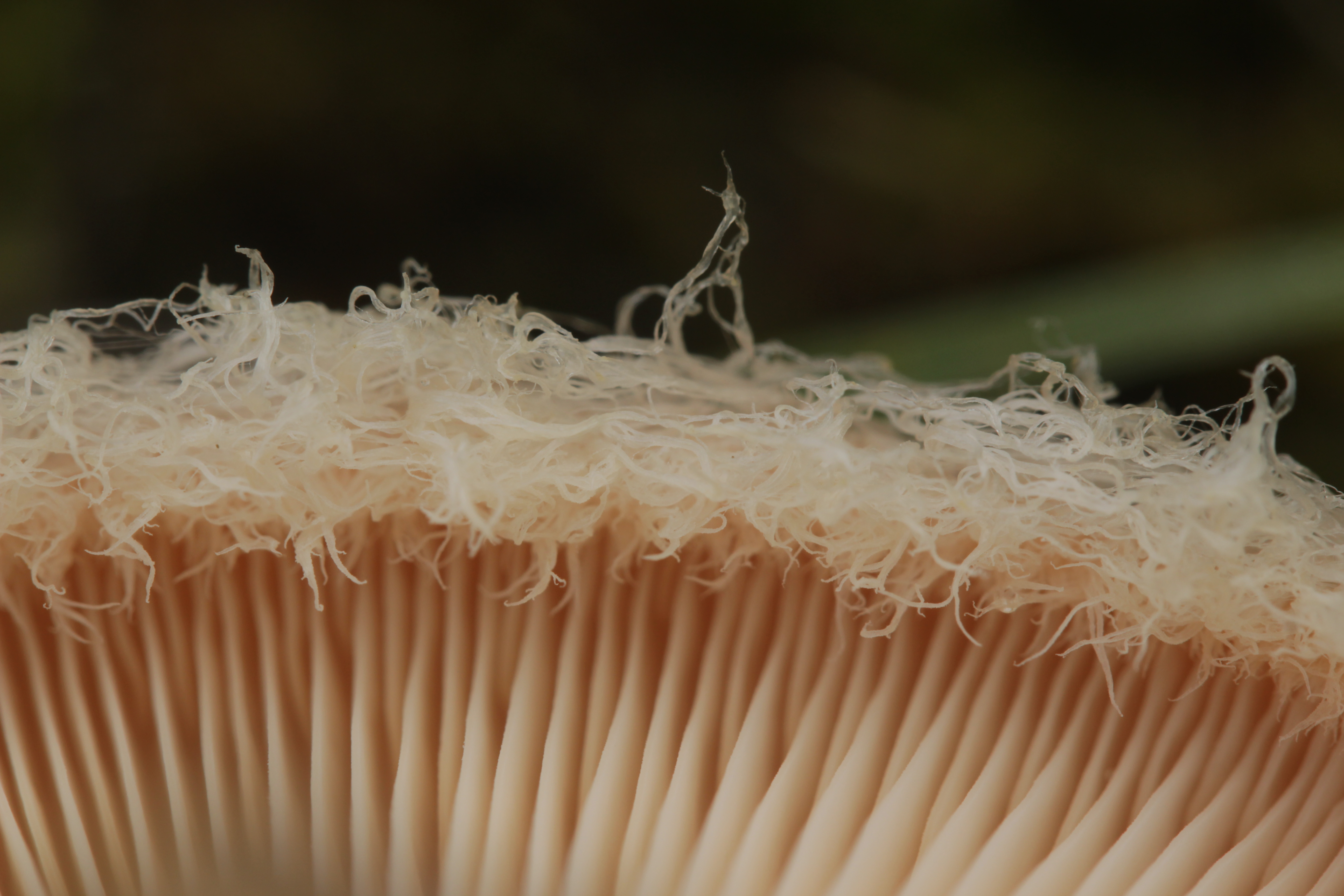
Ruige hoedrand
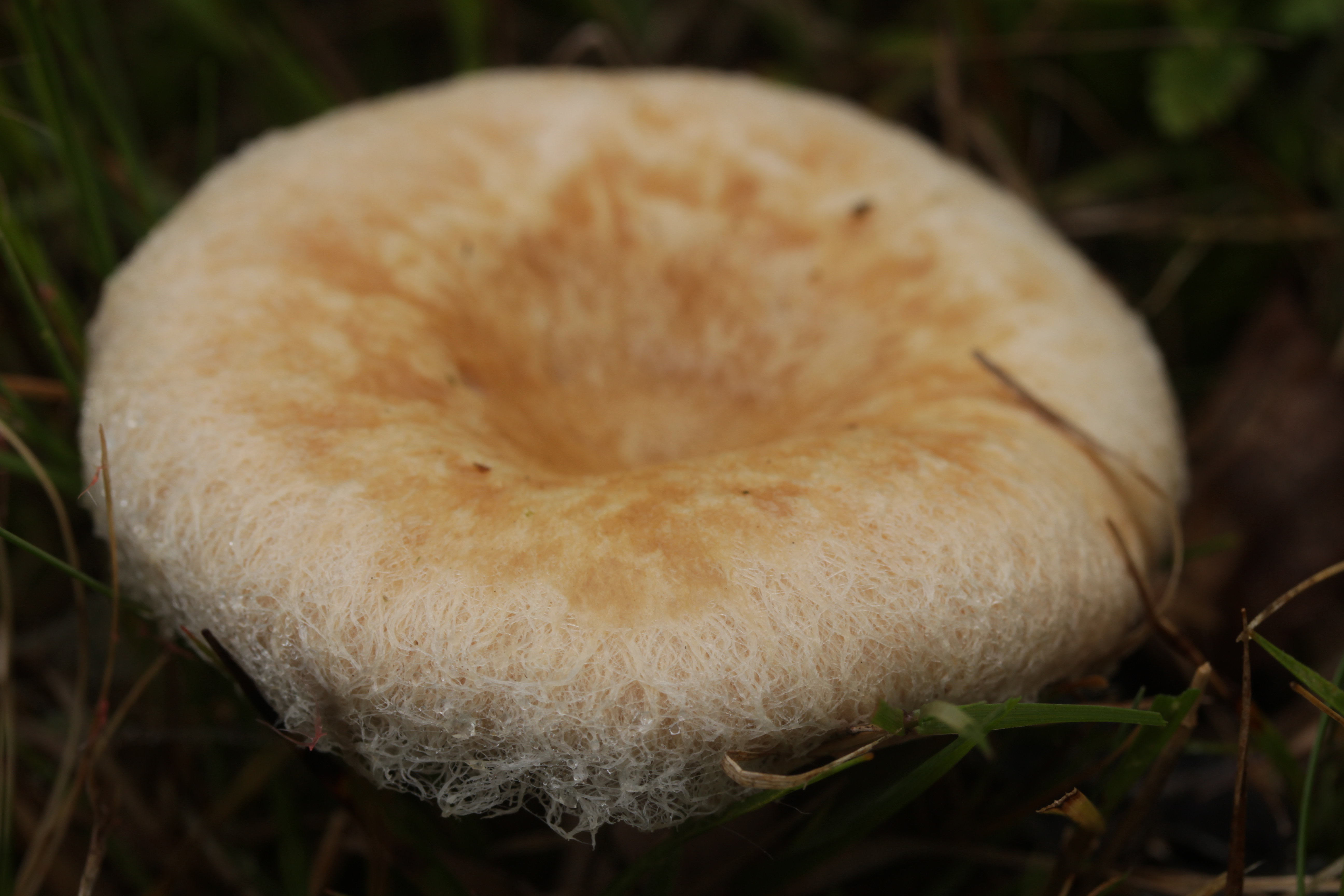
Hoed
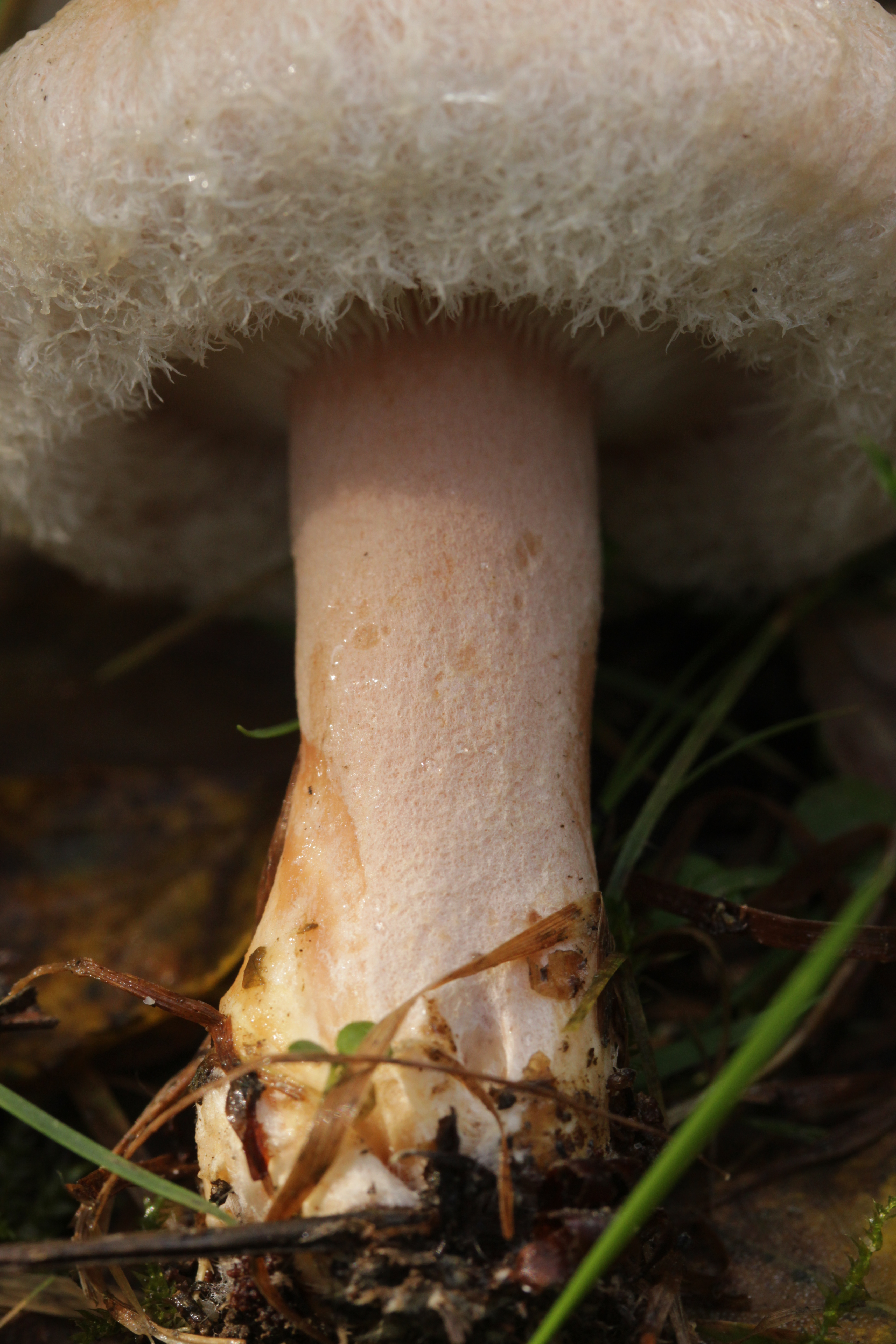
Steel